# Lingua zaconica
Lo zaconico o tsaconico (nome nativo: τσακώνικα γρούσσα, tsakónika grússa; in greco: τσακωνική διάλεκτος, tsakonikí diálektos) è una lingua della famiglia linguistica greca, parlata oggigiorno in una piccola regione (la Zaconia) del Peloponneso orientale, tra Agios Andreas e Leonidio. Probabilmente, in passato, l'areale era più esteso.

## Etimologia
La lingua ha preso il nome da coloro che la parlavano, gli Zaconi, il cui nome deriverebbe dal termine exo-Laconia cioè quelli che stanno fuori dalla Laconia.

## Dialetti
Lo zaconico esiste in tre varianti dialettali: lo zaconico settentrionale (in regressione), lo zaconico meridionale (il più parlato) e lo zaconico della Propontide (che non ha più parlanti dagli anni '70).
Lo zaconico meridionale tende ad eliminare il lambda (λ) ad inizio di parola, ad esempio lo zaconico settentrionale ha λόγο (lògo, "discorso"), mentre quello meridionale ha όγο (ògo).
Lo zaconico della Propontide, invece, è la forma più simile al greco moderno e in particolare al moderno dialetto di Tracia, ad esempio laddove per la parola "acqua" lo zaconico settentrionale e meridionale hanno ύο (ìo), derivato dal greco antico ὕδωρ (hýdōr), lo zaconico della Propontide ha νερέ (nerè) e il greco moderno νερό (nerò).

## Origini e caratteristiche
La caratteristica peculiare dello zaconico è il fatto di essere l'unico dialetto greco non discendente dalla koinè, il greco ellenistico di derivazione ionico-attica che, a partire dal III sec. a.C., ha sostituito le lingue dell'epoca classica. Si ritiene che lo zaconico discenda dal dialetto dorico, del quale conserva alcune caratteristiche. Si forniscono qui di seguito alcune particolarità di questa lingua.
- Mantenimento della vocale lunga ᾱ [aː], presente in dorico, ma che in attico è diventata η [ɛː] in quasi tutte le posizioni: es. greco ἡμέρα (pronunciato [hɛːˈmeraː] in attico e [iˈmεra] in neogreco), zaconico αμέρα [aˈmεra] giorno.
- Passaggio da ω [ɔː] a ου [u].
- Conservazione sporadica dell'antico fonema /w/, che in epoca antica era rappresentato con un simbolo detto digamma (ϝ) nei dialetti in cui si era conservato. Il suono /w/, passato a /v/, si è conservato in diverse parole e viene scritto oggi con la lettera β: es. βάννε [ˈvane] "pecora", derivato dal dorico ϝαρήν [wa'rε:n] (ἀρήν in dialetto attico).
- Conservazione molti termini arcaici: es. θύου, derivato dal greco antico θύων, participio presente del verbo θύω («sacrificare»; «uccidere»), mentre il greco moderno ha σφάζω.
- L'originario suono [u] del υ greco nel dialetto attico si è evoluto in [y] ed è passato poi a [i] in greco moderno. Lo zaconico, per un certo periodo, dovette subire la stessa evoluzione: il suono [u] deve essere passato al [y]. Questo [y] ha palatalizzato alcune consonanti che lo precedevano e poi è tornato ad essere [u]. Ad esempio, lo zaconico ha σχούκχα [ˈʃukha], parola derivata dal greco antico σῦκα, pronunciato [ˈsyːka]. In questo caso, l'antico [y] ha palatalizzato [s] che lo precedeva e lo ha fatto diventare [ʃ], poi è ritornato ad essere [u]. Il greco moderno standard ha σύκα, pronunciato [ˈsika] («fichi»).
- -ς finale passa a -ρ (rotacismo). Questo è un fenomeno avvenuto già in dorico. Oggi, il -ρ finale non si conserva sempre, ma solo in sandhi, quando la parola successiva inizia per vocale, per esempio: πῶς εἶσαι > ποῦρ ἔσι («come stai?»). Come conseguenza di questo fenomeno di sandhi, il -ρ finale si è esteso anche a contesti dove, in origine, non c'era nessun -ς finale ed è diventato un mezzo per evitare lo iato, ossia la presenza di due vocali una di seguito all'altra[3].

## Grammatica

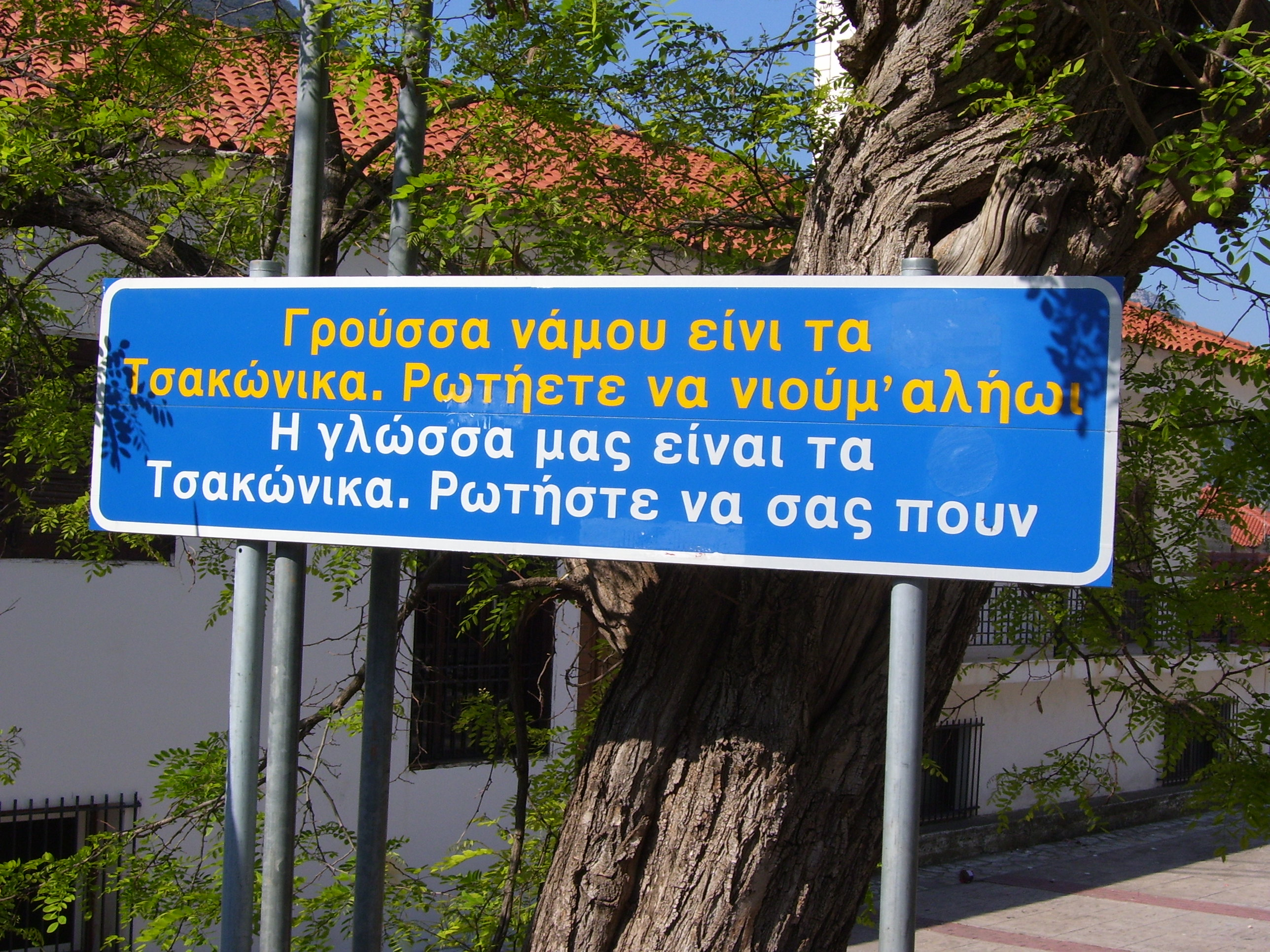
Cartello bilingue (zaconico/greco moderno) nella città di Leonidio. La frase significa: La nostra lingua è lo zaconico. Chiedete e vi sarà detto

Lo zaconico è andato incontro ad una grande semplificazione morfologica: la flessione nominale è, infatti, minima.
Lo zaconico tende ad eliminare il -ς finale del nominativo maschile singolare, conservato dal greco moderno standard: un buon esempio è costituito dalla parola zaconica λόγο ("discorso"), mentre il greco moderno ha λόγος.
Il presente e l'imperfetto indicativo sono formati con una perifrasi composta dal participio presente del verbo preceduto dal verbo essere. Tale perifrasi è attestata nel greco del periodo postclassico e romano, ma non nel greco moderno. In zaconico avremo, così, le forme ενεί αού («io dico») e έμα αού («io dicevo»), derivate dal greco εἰμί λαλών e ἤμην λαλών, mentre il greco moderno ha, rispettivamente, le forme λαλώ e λαλούσα.
L'antico presente indicativo del greco classico, conservatosi in neogreco, non sopravvive in zaconico con questa funzione: si è già detto, infatti, che il presente indicativo è perifrastico. L'antico presente della maggior parte dei verbi ha, invece, assunto oggi la funzione del congiuntivo. L'unica eccezione è costituita dal verbo «essere» (ενεί), il cui presente indicativo ha conservato la sua antica funzione. Sono riportate sotto, in ordine, la coniugazione del verbo ενεί al presente e imperfetto indicativo e quella del verbo portare (φερήκου)  al congiuntivo presente. Il congiuntivo presente del verbo ενεί è identico all'indicativo presente.
| Indicativo presente           | Indicativo imperfetto                     | Congiuntivo presente                        |
| ----------------------------- | ----------------------------------------- | ------------------------------------------- |
| ενεί/έμι (enì/èmi) = io sono  | έμα (èma) = io ero                        | (να) φερήκου (ferìku) = che io porti        |
| εσεί/έσσι (esì/èssi) = tu sei | έσα (èsa) = tu eri                        | (να) φερήκερε (ferìkere) = che tu porti     |
| έννι (èni) = egli è           | έκη (èki) = egli era                      | (να) φερήκει (ferìki) = che egli porti      |
| έμε (ème) = noi siamo         | έμαϊ (èmai) = noi eravamo                 | (να) φερήκομε (ferìkome) = che noi portiamo |
| έτε (ète) = voi siete         | έταϊ (ètai)= voi eravate                  | (να) φερήκετε (ferìkete) = che voi portiate |
| είνι (ìni) = essi sono        | ήγκι/ ήγκιαϊ (ìnghi/ìnghiai) = essi erano | (να) φερήκωï (ferìkoi) = che essi portino   |

- Lo zaconico conserva alcune delle voci attive nella coniugazione del verbo «essere» al presente indicativo, seppur modificatesi durante i secoli. Il greco moderno standard impiega, invece, le voci medio-passive[5].
- La terza persona singolare έννι è derivata dal greco antico ἔνι. Questo termine era in origine una forma alternativa della preposizione ἐν («in»), ma già in greco classico poteva assumere un valore verbale, con il significato di «c'è». In greco medievale, ἔνι iniziò a essere impiegato come terza persona singolare del verbo «essere» e quest'uso si è mantenuto in zaconico[6]. Un fenomeno identico si è verificato nella lingua pontica, dove la forma medievale ἔνι ha dato origine a έν, utilizzato anche qui come terza persona singolare del verbo «essere».